# Mahot (Grenada)
Mahot ist eine Siedlung im Parish Saint Andrew im Osten von Grenada.

## Geographie
Die Siedlung liegt zwischen Crochu und der Küste, östlich vom Ortszentrum. Der Ort befindet sich auf der Anhöhe, welche Crochu Bay (Crochu River) und Menere Bay (Menere River) trennt und in Crochu Point ausläuft.
Der Ort ist nach der Taíno-Bezeichnung für Hibiscus elatus oder Hibiscus tiliaceus benannt und verfügt über einen kleinen, gleichnamigen Strand.